# Jean-Baptiste Cerlogne
Jean-Baptiste Cerlogne, né le 6 mars 1826 à Saint-Nicolas et mort le 7 octobre 1910 dans le même village, est un prêtre et linguiste valdôtain. Il est connu notamment pour ses études sur la grammaire du parler francoprovençal valdôtain, pour la rédaction d'un vocabulaire, ainsi que pour ses poèmes faisant de lui le majeur poète valdôtain.

## Biographie
Jean-Baptiste Cerlogne naquit le 26 mars 1826 dans le village du même nom dans la commune de Saint-Nicolas, où son père, Jean-Michel, vétéran de Napoléon, travaillait comme maître d'école. En septembre 1837 il émigra à Marseille pour travailler comme ramoneur, comme la majorité des Valdôtains étaient obligés de faire à l'époque. En 1841 il rentra en Vallée d'Aoste pour repartir peu après travailler à nouveau à Marseille à l'Hôtel des Princes. Il rentra a Saint-Nicolas en 1845 où il fréquenta l'école de son hameau. Le 4 janvier 1847 il partit d'Aoste comme soldat du roi Charles-Albert. Il participa aux batailles de Goito et de Sainte-Lucie. Il participa en 1848 à la première guerre d'indépendance italienne, où les Autrichiens le firent prisonnier jusqu'au 7 septembre 1848. Après avoir participé à la bataille de Novare le 23 mars 1849, il rentra à Saint-Nicolas.
Il fut admis en tant que cuisinier en septembre 1851 au Grand séminaire d'Aoste, où il écrivit ses premiers poèmes (en français). Il décida de se transférer au pensionnat en août 1854 craignant de perdre son poste après le décès du Supérieur du séminaire. Il rentra à Saint-Nicolas l'année suivante après la mort de sa mère. En août 1855 il fut invité à nouveau à la cuisine du séminaire.
En 1855 le chanoine Édouard Bérard l'invita à composer un poème en parler valdôtain sur le Fils Prodigue. L'Infan prodeuggo fut ainsi créé, le premier poème en arpitan de la littérature valdôtaine, qui fut lu à la présence de monseigneur André Jourdain et du comte Crotti. La même année, avant Noël, il composa La maènda à Tsésalet (Le déjeuner à Chésallet) et monseigneur Jourdain, évêque d'Aoste contribua personnellement aux frais pour ses études.
À partir du 16 août 1856 Cerlogne quitta son poste au séminaire pour consacrer son temps à ses études avec le curé de Saint-Nicolas, père Guichardaz. Il fit retour au Grand séminaire d'Aoste le 15 octobre 1859 en tant que séminariste. Il composa en 1861 sa chanson en arpitan la plus connue, La Pastorala, publiée en 1884, aujourd'hui le chant par excellence pour la messe de Noël en Vallée d'Aoste. Il composa également une version en français, la Pastorale, en 1862.
Après quelques années de doyenné, il devint curé de campagne : le 22 décembre 1864 il célébra sa première messe à Saint-Nicolas, le 1er février il fut nommé doyen de Valgrisenche, où il traduisit en arpitan valdôtain la Bulle de l'Immaculée Conception, inséré par le chanoine Bérard dans un recueil de 250 traductions. Vers la fin de septembre 1866 il fut transféré à Pontboset, où il obtint une médaille du mérite civil pour son aide à la population lors de l'épidémie de choléra de 1867.
Il composa l'année suivante l'hymne Les petits chinois sur l'air Aveine, aveine... (Averne, averne).
Le 19 novembre 1870 il fut nommé curé à Champdepraz, où il se dédia à la viticulture.
En octobre 1879 il fut invité par le recteur de Saint-Jacques d'Ayas, où il travailla pendant 4 ans au dictionnaire et à la grammaire du parler francoprovençal valdôtain. En septembre 1883 il rentra à Champdepraz où il composa en 1886 Lo Tsemin de Fer (Le chemin de fer), l'année suivante Le s-ou et le dove comére (Les œufs et les deux commères) et À do dzovenno epaou (À deux jeunes époux), et en 1888 la Pastorala di Rèi (La pastorale des Rois mages).
En 1889 il fut transféré à Trino (hameau de Gressoney-Saint-Jean) en tant que recteur, en 1891 à Barbania, où il publia deux numéros du Armanaque di Velladzo, (L'almanaque du village) dont l'édition de 1893 contient la Tsanson de Carnaval (La chanson de carnaval).
Les rapports entre la maison de Savoie et Cerlogne furent toujours très bons. Certains de ses écrits sont dédiés à la dynastie des rois d'Italie, tels que le poème À Sa Majesté la Reine d'Italie lors de son second séjour à Gressoney (à la reine Marguerite), où il célèbre le souvenir des batailles pour le roi Charles-Albert : Que l'Ange du bon Dieu, Vous couvrant de son aile, / Vous conserve Vous, la Famille Royale, / à l'amour des sujets qui mourraient pour leur Roi.
Le 16 juin 1893 il fut transféré à Front, où il publia Le maçon de Saint-Gra (Les maçons de Saint Grat). Le 30 octobre 1894 il fut transféré à Pessinetto où il composa La vie du petit ramoneur, et en janvier 1896 la Tsanson de Carnaval (La chanson de carnaval), avec le même titre que celle de 1893, et comme celle-ci inspirée par l'injustice sociale entre les puissants et les pauvres. Le sujet de l'émigration est présent dans l'avant-dernière strophe.
En juillet 1896 il fut transféré à Cantoira, pendant huit mois, avant de rejoindre Corio, où il composa en 1898 Cinquantiémo anniverséro de 48 (Cinquantième anniversaire du '48). Le 12 mars 1899 il rentra à Champdepraz.
Il fut transféré le 26 août 1899 à Canale, qu'il quitta le 12 mai 1901 pour la charge de recteur à Vieyes, hameau d'Aymavilles, où il composa Le 22 juillet 1901 à Courmayeur pour l'inauguration du « jardin botanique abbé Henry », La freide poésie et d'autres poèmes.
Le 30 novembre 1903 il entra au prieuré Saint-Jacquême à Saint-Pierre, la maison de retraite des curés valdôtains, où il composa Le patois valdôtain, ouvrage publié en 1909 contenant La fenna consolaye. Le 6 mars 1908 il quitta le prieuré pour rejoindre la maison du poète et romancier Marius Thomasset à Villeneuve, et ensuite le presbytère de Saint-Nicolas, où il mourut le 7 octobre 1910.

## Activité
Jean-Baptiste Cerlogne a été le premier poète valdôtain connu, dans le sens que sa production a été écrite. Son premier poème est L'Infan prodeggo de 1855. Son esprit curieux l'a amené à être un pionnier de la dialectologie, et encore aujourd'hui ses études constituent une référence pour les recherches sur les parlers valdôtain et sur le francoprovençal. Son œuvre a été étudiée en particulier par René Willien.
Outre que religieux et poète, il a été également cultivateur, viticulteur et distillateur d'eau-de-vie.

## Reconnaissances

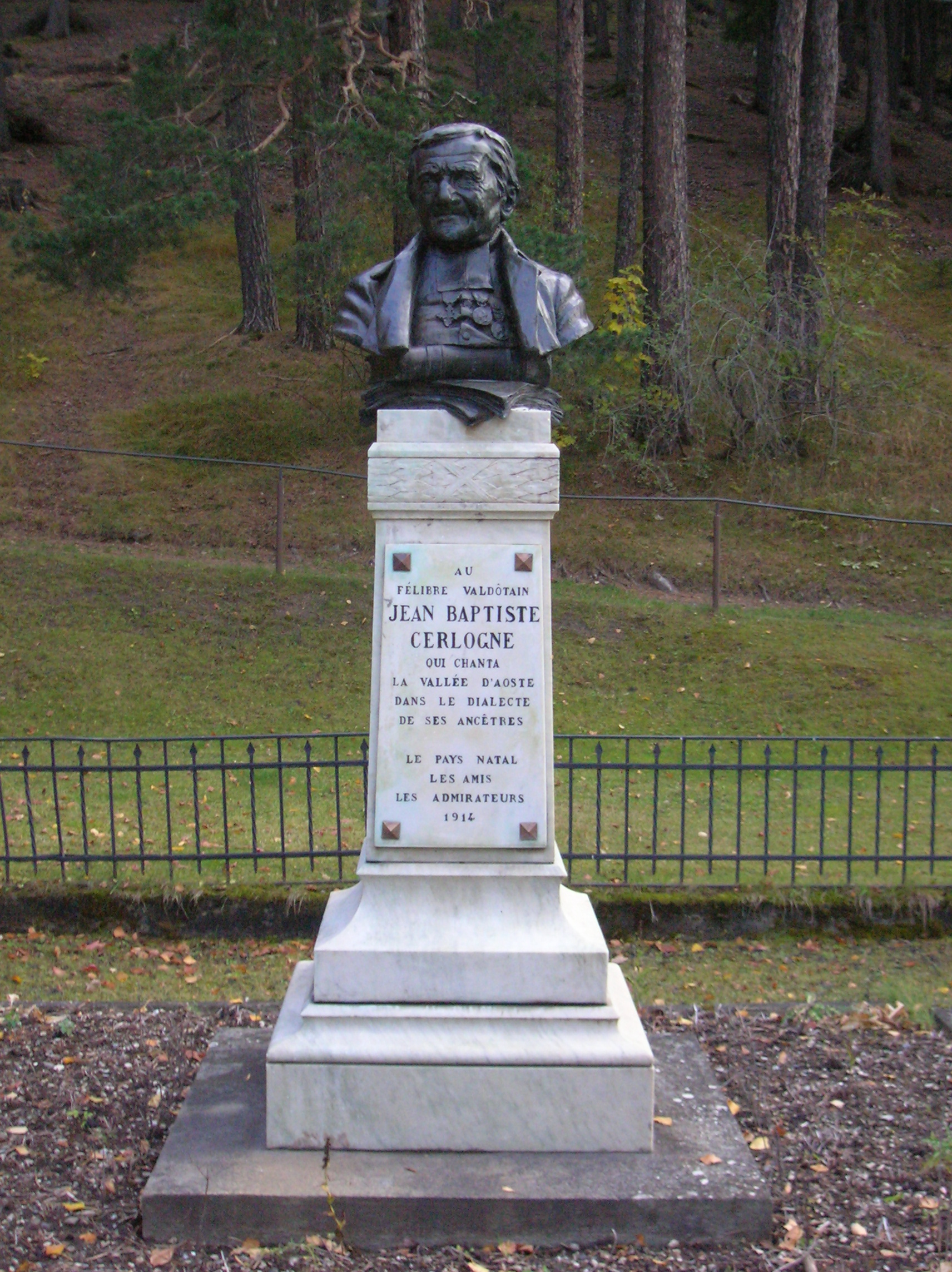
Buste de Cerlogne réalisé en 1914, près du Bois de la Tour à Saint-Nicolas.

- Près du Bois de la Tour à Saint-Nicolas un buste a été érigé en 1914 dédié à l'abbé Cerlogne avec l'inscription : «AU · FÉLIBRE VALDÔTAIN · JEAN BAPTISTE · CERLOGNE · QUI CHANTA · LA VALLÉE D'AOSTE · DANS LE DIALECTE · DE SES ANCÊTRES · LE PAYS NATAL · LES AMIS · LES ADMIRATEURS · 1914».
- Le Musée Jean-Baptiste Cerlogne, situé en localité La Cure à Saint-Nicolas.

## Le concours Cerlogne
C'est un concours sur le valdôtain organisé chaque année par le biais de l'administration régionale en collaboration avec le BREL et le CEFP. À partir de la première édition en 1963, chaque année environ 2000 enfants d'écoles maternelles et primaires provenant de toute la Vallée d'Aoste, ainsi que de la Savoie, du Valais, des vallées francoprovençales piémontaises et des deux communes francoprovençales des Pouilles se réunissent dans une commune valdôtaine pendant trois jours vers la fin de mai pour exposer les résultats de recherches et d'apprentissage de leur langue : ils mettent en scène des pièces, ils chantent des chansons, ils récitent des poèmes. Les parents aussi prennent part à cet événement.

## Œuvres
- Dzan pouro (1892) ;
- Petite grammaire du dialecte valdôtain (1893) ;
- Dictionnaire du dialecte valdôtain (1908) ;
- Le patois valdôtain - son origine littéraire et sa graphie (1909) ;
- Poésies en dialecte valdôtain.
- Dictionnaire de patois valdôtain précédé de la petite grammaire, Imprimerie Catholique, Aoste 1907. (OpenLibrary.org)

### Poésie
- L'Infan prodeggo (1855)
- La marenda a Tsesalet
- La Pastorala (1861)
- Les petits chinois (1868) (inno in francese)
- Lo Tsemin de Fer (Ferrocarrils, 1886)
- Le s-ou et le dove comére (1887)
- A do dzovenno epaou (1887)
- Pastorala di Rei (Pastoral del rei, 1888).
- Tsanson de Carnaval (1893),
- Le maçon de Saint-Gra
- La vie du petit ramoneur (1894)
- Cinquantiémo anniverséro de 48 (1898)
- Le 22 juillet 1901 à Courmayeur (1901)
- Le patois valdôtain (1909)
- La fenna consolaye (1910)